# 欧文·斯莫尔
欧文·斯莫尔（英語：Irving Small，1891年7月19日—1933年4月15日），美国男子冰球运动员，场上位置是后卫。他曾代表美国国家队参加1924年冬季奥林匹克运动会冰球比赛，获得一枚银牌。